# Лубошевская волость
Лубошевская волость — упразднённая административно-территориальная единица, существовавшая в составе Севского уезда Орловской губернии с 1861 года до 1880-х годов.
Административным центром было село Лубошево.

## География
На востоке граничила с Радогощской волостью, на юге — с Быховской и Шаровской волостями.

## История
Образована в ходе крестьянской реформы 1861 года; являлась наименьшей волостью уезда по населению.
В 1880-х годах волость была упразднена, а её территория была разделена между Радогощской и Шаровской волостями.
В настоящее время вся территория бывшей Лубошевской волости входит в состав Комаричского района Брянской области.

## Населённые пункты
По состоянию на 1877 год в состав Лубошевской волости входило 5 населённых пунктов:
| № | Населённый пункт | Тип населённого пункта |
| - | ---------------- | ---------------------- |
| 1 | Лубошево         | село, администр. центр |
| 2 | Аркино           | село                   |
| 3 | Бабинец          | слободка               |
| 4 | Зиновкино        | деревня                |
| 5 | Ивановский       | хутор                  |